# Ciríaco
Ciríaco là một đô thị thuộc bang Rio Grande do Sul, Brasil. Đô thị này có diện tích 273,872 km², dân số năm 2007 là 4945 người, mật độ 18,06 người/km².